# Ichthyaetus
Az Ichthyaetus a madarak osztályának lilealakúak (Charadriiformes) rendjébe és a sirályfélék (Laridae) családjába tartozó nem.

## Rendszerezésük
Korábban a Larus nem alnemeként volt használatban.
Nem minden rendszer vette át az új felosztást, így elég gyakran lehet továbbra is találkozni a sok fajt magában foglaló Larus nemmel. Valamennyi faj szinonim neveként elfogadható a régebben használt név is.
Az új besorolás szerint a nembe az alábbi 6 faj tartozik:
- füstös sirály (Ichthyaetus hemprichi)
- pápaszemes sirály (Ichthyaetus leucophthalmus)
- halászsirály (Ichthyaetus ichthyaetus)
- korallsirály (Ichthyaetus audouinii)
- szerecsensirály (Ichthyaetus melanocephalus)
- mongol sirály (Ichthyaetus relictus)